# جغرافیای آندورا

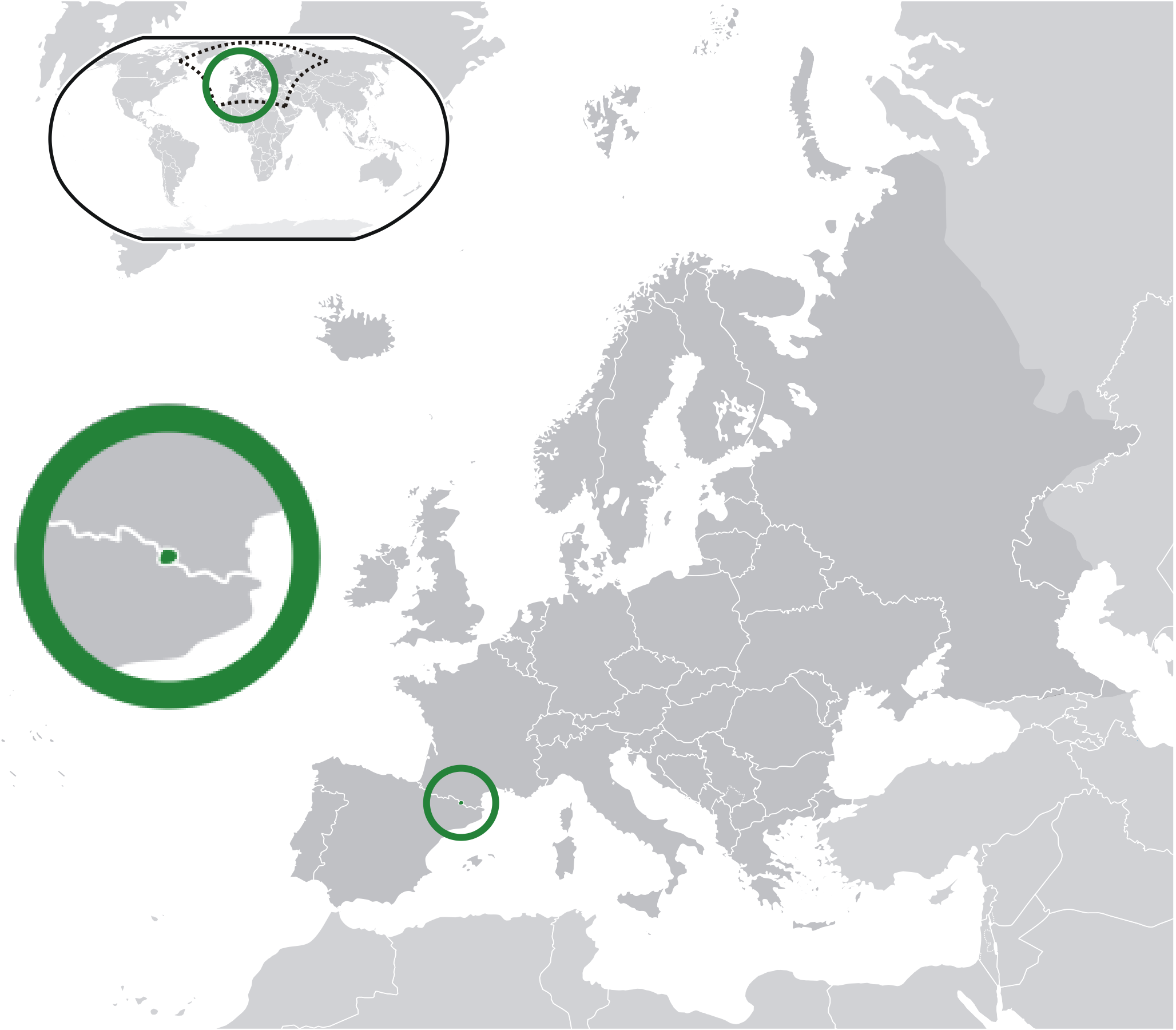
موقعیت آندورا (مرکز دایره سبز) در اروپا (خاکستری تیره)

آندورا (به کاتالان: Andorra) کشور کوچک و مستقلی است که در کوه‌های پیرنه بین دو کشور فرانسه و اسپانیا قرار دارد. پایتخت آن آندورا لاولا است. آندورا در کوه‌های پیرنه قرار گرفته و ۴۶۸ کیلومتر مربع مساحت دارد. در میان دو کشور فرانسه (از شمال) و اسپانیا (از جنوب) محصور است.

## آب و هوا
آندورا دارای آب و هوای معتدل کوهستانی با زمستان‌های سرد و برفی و تابستان‌های خنک و خشک است. به دلیل ارتفاع بالا، میانگین دما در طول سال پایین است. میزان بارش در آندورا قابل توجه است و بیشتر در فصول بهار و پاییز رخ می‌دهد.
زمستان:زمستان‌ها در آندورا سرد و برفی است. دمای هوا در این فصل می‌تواند به زیر صفر درجه سانتیگراد برسد و بارش برف سنگین در کوهستان‌ها رایج است. این شرایط، آندورا را به مقصدی محبوب برای ورزش‌های زمستانی تبدیل کرده‌است.
تابستان:تابستان‌ها در آندورا خنک و خشک است. دمای هوا در این فصل به ندرت از ۳۰ درجه سانتیگراد فراتر می‌رود. آب و هوای مطبوع تابستانی، آندورا را به مکانی مناسب برای پیاده‌روی و سایر فعالیت‌های فضای باز تبدیل کرده‌است.
بارش:میزان بارش در آندورا قابل توجه است و بیشتر در فصول بهار و پاییز رخ می‌دهد. بارش برف در زمستان‌ها نیز سنگین است.

## تقسیمات کشوری

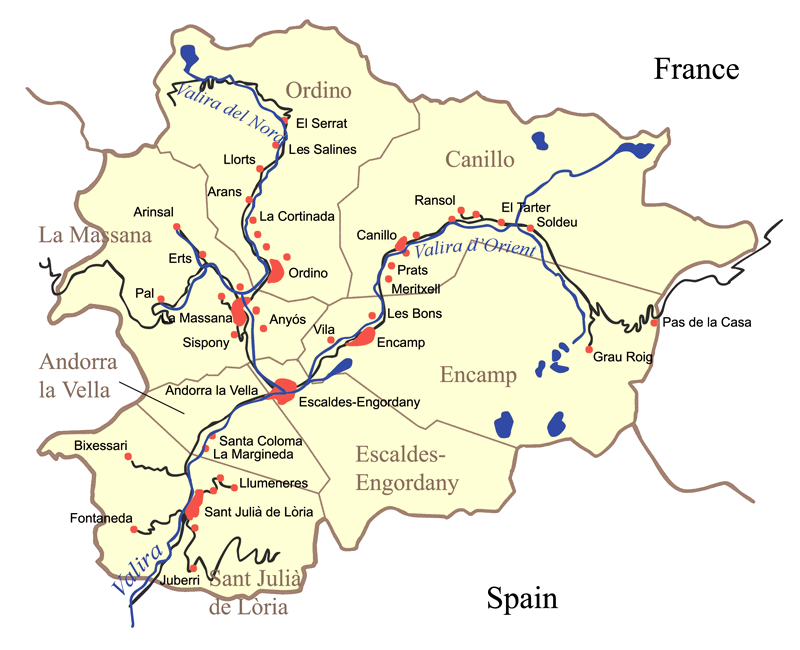
تقسیمات کشوری آندورا

آندورا به هفت استان (در اصطلاح آندورا: comuns) بخش شده‌است:
- آندورا لاولا
- کانیلو∗
- انکمپ
- اسکالدز-انگوردانی
- لا ماسانا
- اوردینو
- سنت حولیا ده لوریا